# Crystal Kelly Turnier 1995
Die Crystal Kelly Trophy 1995 war die 2. Auflage dieses Einladungsturniers, das seit 1994 jährlich bis 2011 in der Disziplin Dreiband der Billardvariante Karambolage ausgetragen wurde. Sie fand vom 4. bis zum 11. Juni 1995 in Monte-Carlo statt.

## Spielmodus
Das Turnier wurde im Round-Robin-Modus mit acht Teilnehmern ausgetragen.

## Turnierkommentar
Sieger wurde der Schwede Torbjörn Blomdahl.

## Ergebnisse
| Name              | PP | Pkte | Aufn | GD    | HS |
| ----------------- | -- | ---- | ---- | ----- | -- |
| Ludo Dielis       | 2  | 50   | 32   | 1,562 | 7  |
| Sang Chun Lee     | 0  | 49   | 32   | 1,531 | 5  |
| Marco Zanetti     | 0  | 41   | 41   | 1,000 | 5  |
| Raymond Ceulemans | 2  | 50   | 41   | 1,219 | 7  |
| Torbjörn Blomdahl | 2  | 50   | 14   | 3,571 | 11 |
| Richard Bitalis   | 0  | 28   | 14   | 2,000 | 8  |
| Dick Jaspers      | 2  | 50   | 30   | 1,666 | 10 |
| Aart Gieskens     | 0  | 35   | 30   | 1,166 | 6  |

| Name              | PP | Pkte | Aufn | GD    | HS |
| ----------------- | -- | ---- | ---- | ----- | -- |
| Dick Jaspers      | 2  | 50   | 17   | 2,941 | 10 |
| Sang Chun Lee     | 0  | 29   | 17   | 1,705 | 8  |
| Torbjörn Blomdahl | 2  | 50   | 23   | 2,173 | 10 |
| Marco Zanetti     | 0  | 31   | 23   | 1,347 | 4  |
| Richard Bitalis   | 0  | 36   | 30   | 1,200 | 5  |
| Raymond Ceulemans | 2  | 50   | 20   | 1,666 | 11 |
| Aart Gieskens     | 0  | 18   | 27   | 0,666 | 7  |
| Ludo Dielis       | 2  | 50   | 27   | 1,851 | 8  |

| Name              | PP | Pkte | Aufn | GD    | HS |
| ----------------- | -- | ---- | ---- | ----- | -- |
| Ludo Dielis       | 2  | 50   | 31   | 1,612 | 11 |
| Richard Bitalis   | 0  | 39   | 31   | 1,258 | 10 |
| Sang Chun Lee     | 0  | 24   | 26   | 0,923 | 5  |
| Raymond Ceulemans | 2  | 50   | 26   | 1,923 | 9  |
| Aart Gieskens     | 0  | 26   | 25   | 1,050 | 5  |
| Torbjörn Blomdahl | 2  | 50   | 25   | 2,000 | 9  |
| Marco Zanetti     | 0  | 29   | 21   | 1,380 | 6  |
| Dick Jaspers      | 2  | 50   | 21   | 2,380 | 6  |

| Name              | PP | Pkte | Aufn | GD    | HS |
| ----------------- | -- | ---- | ---- | ----- | -- |
| Raymond Ceulemans | 2  | 50   | 30   | 1,666 | 6  |
| Aart Gieskens     | 0  | 38   | 30   | 1,266 | 8  |
| Ludo Dielis       | 0  | 45   | 32   | 1,406 | 7  |
| Marco Zanetti     | 2  | 50   | 32   | 1,562 | 9  |
| Dick Jaspers      | 2  | 50   | 22   | 2,272 | 8  |
| Richard Bitalis   | 0  | 16   | 22   | 0,727 | 5  |
| Sang Chun Lee     | 2  | 50   | 22   | 2,272 | 13 |
| Torbjörn Blomdahl | 0  | 44   | 22   | 2,000 | 8  |

| Name              | PP | Pkte | Aufn | GD    | HS |
| ----------------- | -- | ---- | ---- | ----- | -- |
| Sang Chun Lee     | 0  | 49   | 53   | 0,924 | 6  |
| Aart Gieskens     | 2  | 50   | 53   | 0,943 | 6  |
| Marco Zanetti     | 2  | 50   | 31   | 1,612 | 7  |
| Richard Bitalis   | 0  | 45   | 31   | 1,451 | 13 |
| Dick Jaspers      | 2  | 50   | 29   | 1,724 | 8  |
| Ludo Dielis       | 0  | 33   | 29   | 1,137 | 12 |
| Torbjörn Blomdahl | 2  | 50   | 19   | 2,631 | 9  |
| Raymond Ceulemans | 0  | 42   | 19   | 2,210 | 9  |

| Name              | PP | Pkte | Aufn | GD    | HS |
| ----------------- | -- | ---- | ---- | ----- | -- |
| Richard Bitalis   | 0  | 48   | 37   | 1,297 | 6  |
| Sang Chun Lee     | 2  | 50   | 37   | 1,351 | 9  |
| Marco Zanetti     | 2  | 50   | 33   | 1,519 | 9  |
| Aart Gieskens     | 0  | 16   | 33   | 0,484 | 2  |
| Ludo Dielis       | 0  | 35   | 22   | 1,590 | 6  |
| Torbjörn Blomdahl | 2  | 50   | 22   | 2,272 | 10 |
| Dick Jaspers      | 2  | 50   | 26   | 1,923 | 6  |
| Raymond Ceulemans | 0  | 41   | 26   | 1,576 | 5  |

| Name              | PP | Pkte | Aufn | GD    | HS |
| ----------------- | -- | ---- | ---- | ----- | -- |
| Marco Zanetti     | 1  | 50   | 26   | 1,923 | 8  |
| Sang Chun Lee     | 1  | 50   | 26   | 1,923 | 11 |
| Art Gieskens      | 0  | 46   | 36   | 1,277 | 13 |
| Richard Bitalis   | 2  | 50   | 36   | 1,388 | 5  |
| Ludo Dielis       | 0  | 45   | 37   | 1,216 | 7  |
| Raymond Ceulemans | 2  | 50   | 37   | 1,351 | 10 |
| Dick Jaspers      | 0  | 32   | 23   | 1,391 | 6  |
| Torbjörn Blomdahl | 2  | 50   | 23   | 2,173 | 12 |

## Abschlusstabelle
| Platz                      | Name              | MP | Pkte. | Aufn. | GD    | BED   | HS | Preisgeld  |
| -------------------------- | ----------------- | -- | ----- | ----- | ----- | ----- | -- | ---------- |
| 1                          | Torbjörn Blomdahl | 12 | 344   | 148   | 2,324 | 3,571 | 12 | 19.350 US$ |
| 2                          | Dick Jaspers      | 12 | 332   | 168   | 1,976 | 2,941 | 10 | 11.200 US$ |
| 3                          | Raymond Ceulemans | 10 | 333   | 209   | 1,593 | 1,923 | 11 | 8.200 US$  |
| 4                          | Marco Zanetti     | 7  | 301   | 207   | 1,454 | 1,923 | 9  | 6.100 US$  |
| 5                          | Ludo Dielis       | 6  | 308   | 210   | 1,466 | 1,851 | 12 | 6.400 US$  |
| 6                          | Sang Chun Lee     | 5  | 301   | 213   | 1,413 | 2,727 | 13 | 7.250 US$  |
| 7                          | Richard Bitalis   | 2  | 262   | 201   | 1,303 | 1,388 | 13 | 6.050 US$  |
| 8                          | Aart Gieskens     | 2  | 229   | 234   | 0,978 | 0,943 | 13 | 5.050 US$  |
| Turnierdurchschnitt: 1,515 |                   |    |       |       |       |       |    |            |